# Esteban Canal
Esteban Canal (* 19. April 1896 in Chiclayo, Peru; † 15. Februar 1981 in Cittiglio, Italien) war ein peruanischer Schachspieler.

## Werdegang
Canal lebte zunächst in Peru. 1909 kam er nach Europa, wo er in mehreren Ländern lebte. Während seiner Zeit in Leipzig von 1914 bis 1917 erlernte er das Schachspiel und wurde dort zu einem der stärksten Spieler. In den 1920er Jahren übersiedelte er nach Italien. Seine Titel erhielt er erst im hohen Alter: Als die FIDE 1950 den Titel schuf, wurde er zum Internationalen Meister ernannt. 1977 ernannte man ihn mit 81 Jahren zum „Ehren-Großmeister“.
Die Titel verdiente er sich durch zahlreiche Erfolge:
- 1923: 2. Platz in Triest (hinter Paul Johner)
- 1926: Geteilter 2. Platz in Meran (hinter Colle)
- 1926: 2. Platz in Budapest (hinter Maróczy)
- 1927: Sieger in Budapest
- 1929: Platz 10 von 22 Teilnehmern in Karlsbad
- 1933: Sieger in Budapest
- 1936: Geteilter Sieg in Reus (Spanien) (mit Jacob Silbermann)
- 1948: Geteilter 2. Platz in Venedig (hinter Najdorf)
- 1953: Sieg in Venedig

Bei der Schacholympiade in Dubrovnik 1950 spielte er am ersten Brett für Peru (+1 =6 −8).
Im Jahr 1934 opferte er in einer Simultanpartie, der Peruanischen Unsterblichen, spektakulär beide Türme und die Dame, um mit zwei Läufern mattzusetzen.

## Beiträge zur Eröffnungstheorie
Nach Canal sind verschiedene Eröffnungsvarianten benannt:
- die Canal-Variante 1. e2–e4 e7–e5 2. Sg1–f3 Sb8–c6 3. Lf1–c4 Lf8–c5 4. Sb1–c3 Sg8–f6 5. d2–d3 d7–d6 6. Lc1–g5 in der Italienischen Partie (C50). Er spielte diese Variante in vier Partien in Karlsbad 1929.
- die Canal-Variante 1. e2–e4 e7–e5 2. Sg1–f3 Sb8–c6 3. Lf1–c4 Sg8–f6 4. d2–d4 e5xd4 5. 0–0 Sf6xe4 6. Tf1–e1 d7–d5 7. Sb1–c3 im Zweispringerspiel im Nachzuge (C56). Mit dieser überraschenden Springerentwicklung konnte er in einer Partie 1923 in Triest Paul Johner besiegen.[2]
- der Canal-Angriff 1. e2–e4 e7–e6 2. d2–d4 d7–d5 3. e4xd5 e6xd5 4. Sb1–c3 Lf8–b4 5. Lf1–d3 Sg8–e7 6. Dd1–h5 in der Abtauschvariante der Französischen Verteidigung (C01). Im Meran 1926 gelang ihm so ein Kurzsieg gegen Antonio Sacconi.[3]
- die „Venice“-Variante des „Dutch-Peruvian-Gambits“ 1. d2–d4 d7–d5 2. c2–c4 e7–e6 3. Sb1–c3 Sg8–f6 4. Lc1–g5 c7–c5 5. c4xd5 Dd8–b6 (Venezianische Variante des Holländisch-Peruanischen Gambits) im abgelehnten Damengambit (D50). Canal erreichte mit der Idee ein Remis als Schwarzer gegen Savielly Tartakower im Turnier zu Venedig 1948.[4]
- der Canal-Sokolsky-Rossolimo-Angriff 1. e2–e4 c7–c5 2. Sg1–f3 d7–d6 3. Lf1–b5+ gegen die Sizilianische Verteidigung (B51). Canal spielte so gegen Miguel Najdorf in Venedig 1948 und verlor die Partie.[5]

## Werk
- Strategia Di Avamposti. L’Italia Scacchistica, Mailand 1949.

## Quelle
- Alfred Diel: Gedenkblatt für Esteban Canal, in: Deutsche Schachzeitung, April 1996, S. 68.
- Peter Anderberg: Esteban Canal in Leipzig, in: Kaissiber, 34, Juli 2009, S. 50–69.